# Медаль «За заслуги перед МВД»
Медаль «За заслуги перед МВД» учреждена 10 апреля 1969 г. Вручалась болгарским и иностранным гражданам за "активную помощь органам МВД в борьбе с внешними и внутренними врагами страны, с нарушителями законности и общественного порядка" и служащим МВД, за высокие показатели в служебной деятельности. 
Автор проекта - Р.Пеев. Медаль изготавливалась на Государственном монетном дворе.

## Описание медали
Медаль «За заслуги перед МВД» изготавливается из светло-желтого металла и имеет форму правильного круга диаметром 34 мм.
В середине аверса прикреплен круглый медальон с изображением знака МВД. По окружности медальона надпись "ЗА ЗАСЛУГИ ЗА СИГУРНОСТТА И ОБЩЕСТВЕНИЯ РЕД". Медальон наложен на позолоченные скрещенные остриями кверху мечи и лавровый венок.